# Bois-Héroult
Pour les articles homonymes, voir Bois (homonymie) et Bois (communes).
Bois-Héroult est une commune française située dans le département de la Seine-Maritime en région Normandie.

## Géographie

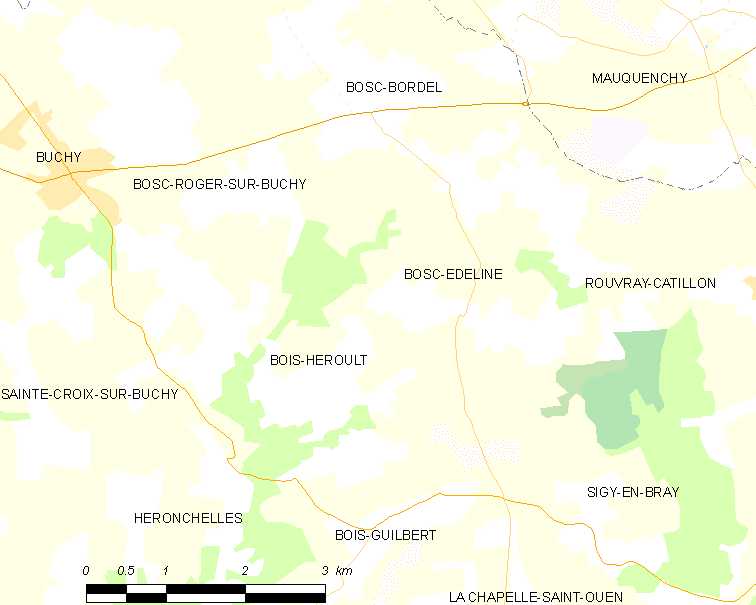
Carte de la commune.

| Bosc-Roger-sur-Buchy | Bosc-Bordel   | Mauquenchy   |
|                      | Bois-Héroult  | Bosc-Édeline |
| Héronchelles         | Bois-Guilbert | Sigy-en-Bray |

### Hydrographie
La commune est située dans le bassin Seine-Normandie. Elle n'est drainée par aucun cours d'eau,.

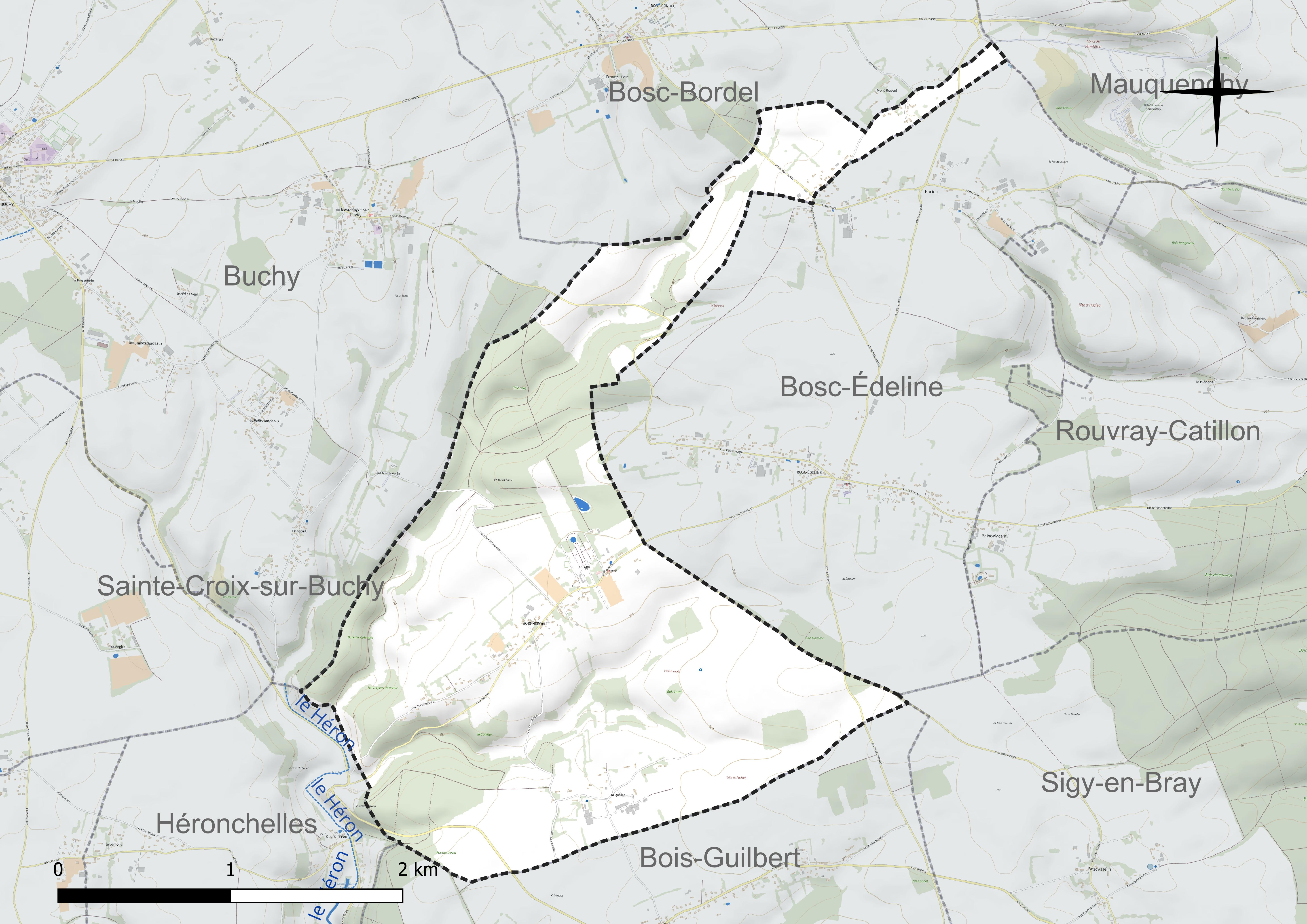
Réseau hydrographique de Bois-Héroult.

### Climat
Pour des articles plus généraux, voir Climat de la Normandie et Climat de la Seine-Maritime.
En 2010, le climat de la commune est de type climat océanique dégradé des plaines du Centre et du Nord, selon une étude du CNRS s'appuyant sur une série de données couvrant la période 1971-2000. En 2020, Météo-France publie une typologie des climats de la France métropolitaine dans laquelle la commune est exposée à un climat océanique et est dans la région climatique Côtes de la Manche orientale, caractérisée par un faible ensoleillement (1 550 h/an) ; forte humidité de l’air (plus de 20 h/jour avec humidité relative > 80 % en hiver), vents forts fréquents. Parallèlement le GIEC normand, un groupe régional d’experts sur le climat, différencie quant à lui, dans une étude de 2020, trois grands types de climats pour la région Normandie, nuancés à une échelle plus fine par les facteurs géographiques locaux. La commune est, selon ce zonage, exposée à un « climat contrasté des collines », correspondant au Pays de Bray, bien arrosé et frais.
Pour la période 1971-2000, la température annuelle moyenne est de 9,8 °C, avec une amplitude thermique annuelle de 14,3 °C. Le cumul annuel moyen de précipitations est de 878 mm, avec 13,5 jours de précipitations en janvier et 8,8 jours en juillet. Pour la période 1991-2020, la température moyenne annuelle observée sur la station météorologique la plus proche, située sur la commune de Forges-les-Eaux à 12 km à vol d'oiseau, est de 10,7 °C et le cumul annuel moyen de précipitations est de 860,1 mm,. Pour l'avenir, les paramètres climatiques de la commune estimés pour 2050 selon différents scénarios d’émission de gaz à effet de serre sont consultables sur un site dédié publié par Météo-France en novembre 2022.

## Urbanisme

### Typologie
Au 1er janvier 2024, Bois-Héroult est catégorisée commune rurale à habitat très dispersé, selon la nouvelle grille communale de densité à sept niveaux définie par l'Insee en 2022.
Elle est située hors unité urbaine. Par ailleurs la commune fait partie de l'aire d'attraction de Rouen, dont elle est une commune de la couronne,. Cette aire, qui regroupe 317 communes, est catégorisée dans les aires de 200 000 à moins de 700 000 habitants,.

### Occupation des sols
L'occupation des sols de la commune, telle qu'elle ressort de la base de données européenne d’occupation biophysique des sols Corine Land Cover (CLC), est marquée par l'importance des territoires agricoles (75,6 % en 2018), une proportion identique à celle de 1990 (75,6 %). La répartition détaillée en 2018 est la suivante : 
terres arables (38,4 %), prairies (36,1 %), forêts (24,4 %), zones agricoles hétérogènes (1,2 %). L'évolution de l’occupation des sols de la commune et de ses infrastructures peut être observée sur les différentes représentations cartographiques du territoire : la carte de Cassini (XVIIIe siècle), la carte d'état-major (1820-1866) et les cartes ou photos aériennes de l'IGN pour la période actuelle (1950 à aujourd'hui).

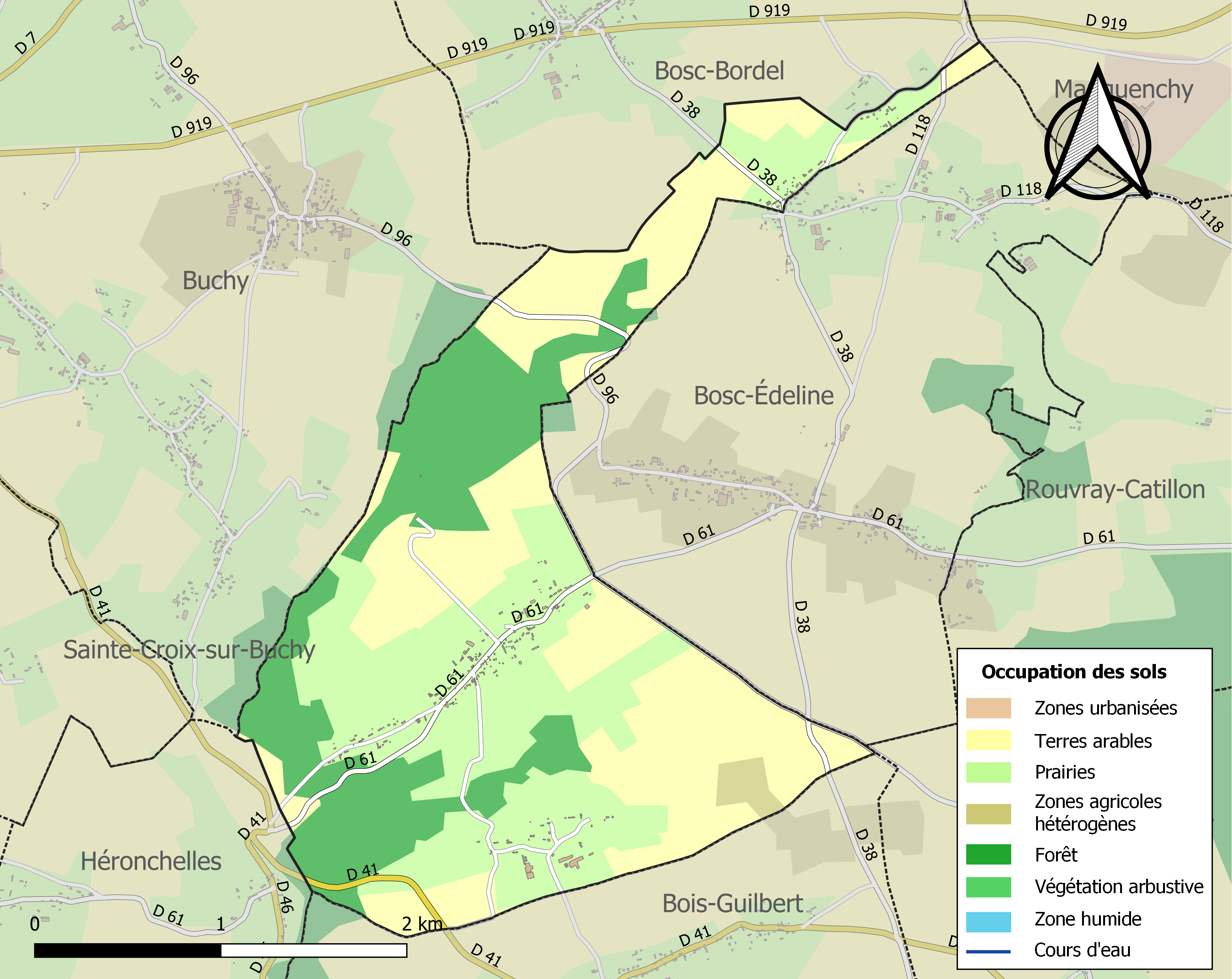
Carte des infrastructures et de l'occupation des sols de la commune en 2018 (CLC).

## Toponymie
Le nom de la localité est attesté sous la forme Bosco Heroldi en 1203.
En langue normande : Bô-Érou.

## Histoire
Bois-Héroult (Boscum Heroldi) tient son nom d'un seigneur nommé Hérold ou Harold, d'origine Viking. Les anciens textes mentionnent l'existence «ancienne et de grande antiquité» d'une fortification féodale normande, dans une situation stratégique remarquable. Dans les bois surplombant le carrefour du « Chef de l'eau » où se trouve la source de l'Héronchelle, on voit encore des vestiges.
D'après des textes de 1380, «se trouvait un château fort avec le droit de faire le guet, entre une église et un cimetière». Des recherches ont permis de repérer des traces de contreforts, (on a laissé visible, avec des pavés, l'emplacement de ces recherches).
L'actuel château a été édifié par Jacques Alphonse de Civille Saint Mards sur des terres apportées en dot par Mademoiselle Bonissent de Buchy, son épouse, après avoir rasé le château ancien. Il a été construit d'un seul jet de 1715 à 1721, en brique et pierre, avec un haut toit comme on en faisait sous Louis XIII. On ne connaît pas l'architecte, mais un artisan a signé « Delalande - 1721 » sur une brique à droite de l'escalier à double révolution.
Dans les temps anciens, Bois-Héroult a toujours été comme un verrou sur un nœud de communication. La route de Dieppe à Gournay passait au pourtour du parc actuel. C'était la route des « Chasse-marées », 160 kilomètres en ligne droite, déviant très peu du vol d'un oiseau, pour livrer en une nuit la marée fraîche aux Halles de Paris.
Par ailleurs, la route d'Amiens à Rouen, une ancienne voie romaine que l'on suit jusqu'à Forges, passait dans le voisinage immédiat du château, dont on voit encore le tracé au bout du parc. C'était « La route du sel » qui demandait une surveillance particulière, « la gabelle » restant depuis le XIVe siècle, un impôt très mal perçu.
Autrefois, le château était tourné vers la vallée et le perron était l'ornement principal de la façade. C'est un perron Louis XV, vers 1750, qui a été donné en cadeau de mariage en 1804. Cet escalier n'a pas été construit pour Bois-Héroult, mais vient d'une autre propriété, probablement pas très éloignée et démolie à la Révolution. Les armes sont celles des familles de Civille-Blosseville.
À l'origine, le parc était à la française avec beaucoup de parterres allant jusqu'au bois, puis à l'anglaise au XIXe siècle, et redessiné ensuite comme il est maintenant, avec des perspectives droites mais sans parterres. Le bassin a été agrandi.
Les principaux arbres de ce parc (Cèdres, Séquoïas, Hêtres pourpres) ont été plantés il y a plus de 200 ans par l'abbé Le Turquier de Longchamp, aumônier des Gardes du Corps du Roi et botaniste distingué (1748-1829), né et baptisé à Bois-Héroult, auteur de La Flore des Environs de Rouen. L'étude de la botanique sera la seule passion de sa vie. Le parc du château, les communs et le colombier sont inscrits à l'inventaire des monuments historiques, ce qui donne un remarquable ensemble avec le vieux presbytère et l'église.
Paroisse de l'ancienne doyenné de Ry, actuel doyenné de Buchy qui assure le culte, l'église de Bois-Héroult fut édifiée au XVe siècle. Une confrérie de la bienheureuse Vierge Marie et de Saint-Fiacre fut approuvée le 25 août 1488 et l'on retrouve scellée dans la muraille une pierre obituaire de Mathieu Le Blanc, ancien curé, mort en 1546.
Dédiée à la Nativité de Notre-Dame, édifiée près du château de la famille de Civille, jusqu'à ces dernières années et maintenant de la famille de Broglie, l'église est construite en brique, sur un plan rectangulaire sans transept, avec un chœur plus étroit que la nef, et sacrifie au chevet.

## Politique et administration
| Période                                  | Période                       | Identité                     | Étiquette   | Qualité |
| ---------------------------------------- | ----------------------------- | ---------------------------- | ----------- | --- |
| Les données manquantes sont à compléter. |                               |                              |             | |
|                                          |                               | Léon de Poret de Civille     |             | |
| 19XX                                     | 19XX                          | Bénigne Caron                |             | |
| Les données manquantes sont à compléter. |                               |                              |             | |
| février 1989                             | juin 1995                     | Élise Préaux                 |             | |
| juin 1995                                | En cours (au 2 décembre 2020) | Édouard de Pradel de Lamaze, | UDI puis LR | Avocat Vice-président de la CC du Moulin d'Écalles (2014 -2016) Délégué interministériel aux professions libérales (1996 → 2002) Commandeur de l’ordre national du Mérite Conseiller régional de Normandie, |

## Démographie
L'évolution du nombre d'habitants est connue à travers les recensements de la population effectués dans la commune depuis 1793. Pour les communes de moins de 10 000 habitants, une enquête de recensement portant sur toute la population est réalisée tous les cinq ans, les populations de référence des années intermédiaires étant quant à elles estimées par interpolation ou extrapolation. Pour la commune, le premier recensement exhaustif entrant dans le cadre du nouveau dispositif a été réalisé en 2005.

En 2022, la commune comptait 168 habitants, en évolution de −16 % par rapport à 2016 (Seine-Maritime : +0,35 %, France hors Mayotte : +2,11 %).
| 1793 | 1800 | 1806 | 1821 | 1831 | 1836 | 1841 | 1846 | 1851 |
| ---- | ---- | ---- | ---- | ---- | ---- | ---- | ---- | ---- |
| 360  | 348  | 308  | 320  | 321  | 330  | 337  | 316  | 310  |

| 1856 | 1861 | 1866 | 1872 | 1876 | 1881 | 1886 | 1891 | 1896 |
| ---- | ---- | ---- | ---- | ---- | ---- | ---- | ---- | ---- |
| 261  | 268  | 263  | 226  | 229  | 228  | 238  | 240  | 244  |

| 1901 | 1906 | 1911 | 1921 | 1926 | 1931 | 1936 | 1946 | 1954 |
| ---- | ---- | ---- | ---- | ---- | ---- | ---- | ---- | ---- |
| 245  | 229  | 222  | 170  | 192  | 164  | 196  | 211  | 170  |

| 1962 | 1968 | 1975 | 1982 | 1990 | 1999 | 2005 | 2006 | 2010 |
| ---- | ---- | ---- | ---- | ---- | ---- | ---- | ---- | ---- |
| 166  | 134  | 112  | 121  | 130  | 140  | 158  | 162  | 174  |

| 2015 | 2020 | 2022 | - | - | - | - | - | - |
| ---- | ---- | ---- | - | - | - | - | - | - |
| 199  | 173  | 168  | - | - | - | - | - | - |

## Culture locale et patrimoine

### Lieux et monuments

#### L'église
L'église de la Nativité-de-Notre-Dame édifiée au XVe siècle est célèbre par son porche et sa corniche en bois sculpté. L'église de la Nativité-de-Notre-Dame fait l'objet d'une inscription au titre des monuments historiques depuis 1969 et d’une inscription au titre des sites depuis 1967,.

#### Le château

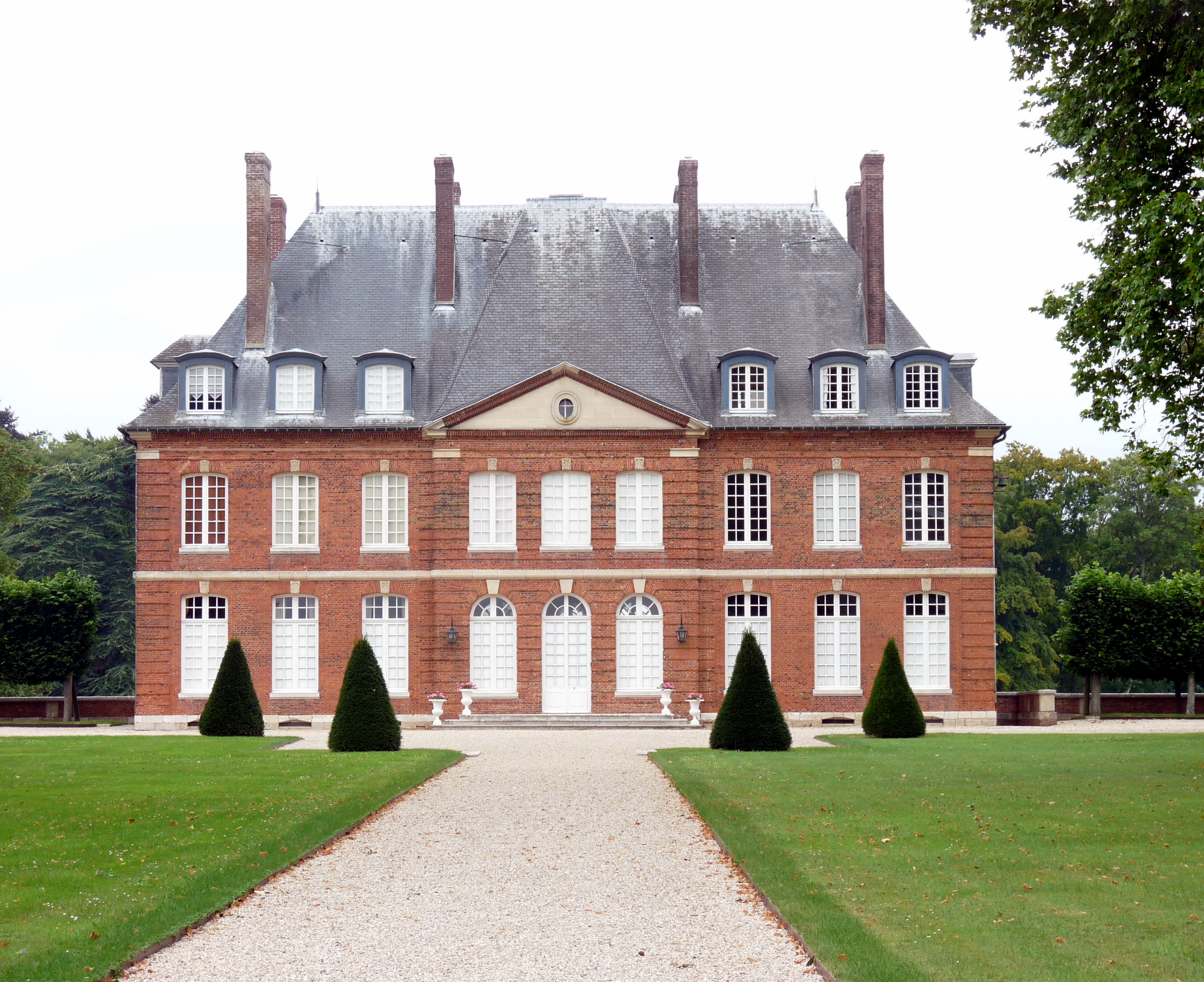
Château de Bois-Héroult.

Le château de Bois-Héroult. Édifié au XVIIIe siècle en brique et pierre, il est caractérisé par ses hauts toits d'ardoise, son colombier et par son orangerie. Le parc de sept hectares est composé d'arbres centenaires. Son bassin octogonal et ses statues à l'antique datent du XVIIIe siècle.
Résidence privée de la famille de Pradel de Lamaze, le bâtiment fait l'objet d'une inscription au titre des monuments historiques depuis 1966 et d’une inscription au titre des sites depuis 1967,.
Le Domaine de Bois-Héroult comprenant le Parc, le Grand Commun ( avec sa salle des plans et sa bibliothèque Gabriel de Broglie) et le château est ouvert au public du mardi au samedi de juin à Septembre ( à noter : le château est fermé au public au mois d'aout et durant les journées du patrimoine). Plus d'informations sur le site www.domaine-de-boisheroult.fr.

### Personnalités liées à la commune
- Joseph-Alexandre Le Turquier de Longchamp (6 novembre 1748 à Bois-Héroult - 1er novembre 1829), abbé réfractaire, émigré et herboriste.

### Héraldique
| Blason de Bois-Héroult | Blason  | D'argent à la bande d’azur chargée d’une fleur de lis accostée à dextre d’un gland et à senestre d’un sautoir ancré le tout d’or et à plomb, ladite bande accompagnée en chef d’un cèdre du Liban et en pointe d’une tête de cerf contournée, le tout au naturel; à la filière de gueules encadrant le tout. |
| Blason de Bois-Héroult | Détails | Création Denis Joulain. Adopté le 8 avril 2011. |